# Alderney
Alderney là đảo nằm về phía bắc nhất trong Quần đảo Eo biển ngoài khơi Normandy. Đảo là một thuộc địa Hoàng gia của Anh, là một phần của Địa hạt (Balliwick) Guernsey. Đảo có diện tích 7.8 km², dân số 2,400 người.